# Antoinette de Mérode

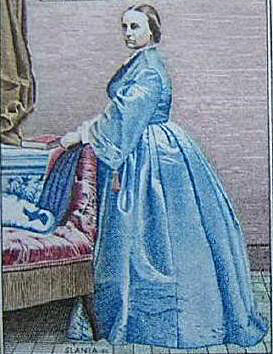
Antoinette de Merode

Antoinette de Mérode-Westerloo, född 28 september 1828, död 10 februari 1864, var furstinna av Monaco; gift med furst Karl III av Monaco.

## Biografi
Antoinette de Mérode var dotter till den belgiske greven Werner de Mérode och Victoire de Spangen d'Uyternesse. Hon gifte sig i Bryssel 28 september 1846 med Monacos tronarvinge, prins Karl.
Antoinette medförde en förmögenhet med vars hjälp monarkin kunde försköna staden Monaco och stimulera turistnäringen genom att locka till sig förmögna turister. Äktenskapet beskrivs som lyckligt, och maken beskrev henne som sin ängel. Paret fick ett offentligt välkomnande i Monaco efter bröllopet, men föredrog att bo i Frankrike. Antoinette köpte Château de Marchais utanför Paris, där paret länge bodde.
Av sin svärmor presenterades hon för den franska kejsarinnan Eugénie de Montijo. Vid en kejsarbal 1855 presenterades hon för Viktoria I av Storbritannien och beslöt att skapa en äktenskapsallians med den brittiska kungafamiljen, vilket misslyckades men så småningom ledde fram till sonens äktenskap med brittiska Mary Douglas-Hamilton.
År 1856 besteg maken tronen i Monaco. Antoinette beskrivs som kraftfull och energisk. Hon ska tillsammans med sin svärmor ha arbetat hårt med Monacos angelägenheter och varit ett stöd för sin make, som led av dålig hälsa, särskilt efter att han blev blind. Hon diagnosticerades år 1862 med cancer, och lämnade då återigen Monaco för Marchais; hon återvände strax före sin död 1864.